# 皮坦纳
皮坦纳（英語：Pithana），古王国的赫梯国王。赫梯早期的君主之一，他统治时期初步奠定赫梯基础。
| 前任： ？ | 赫梯国王 | 继任： 阿尼塔 |